# Harmonique artificiel

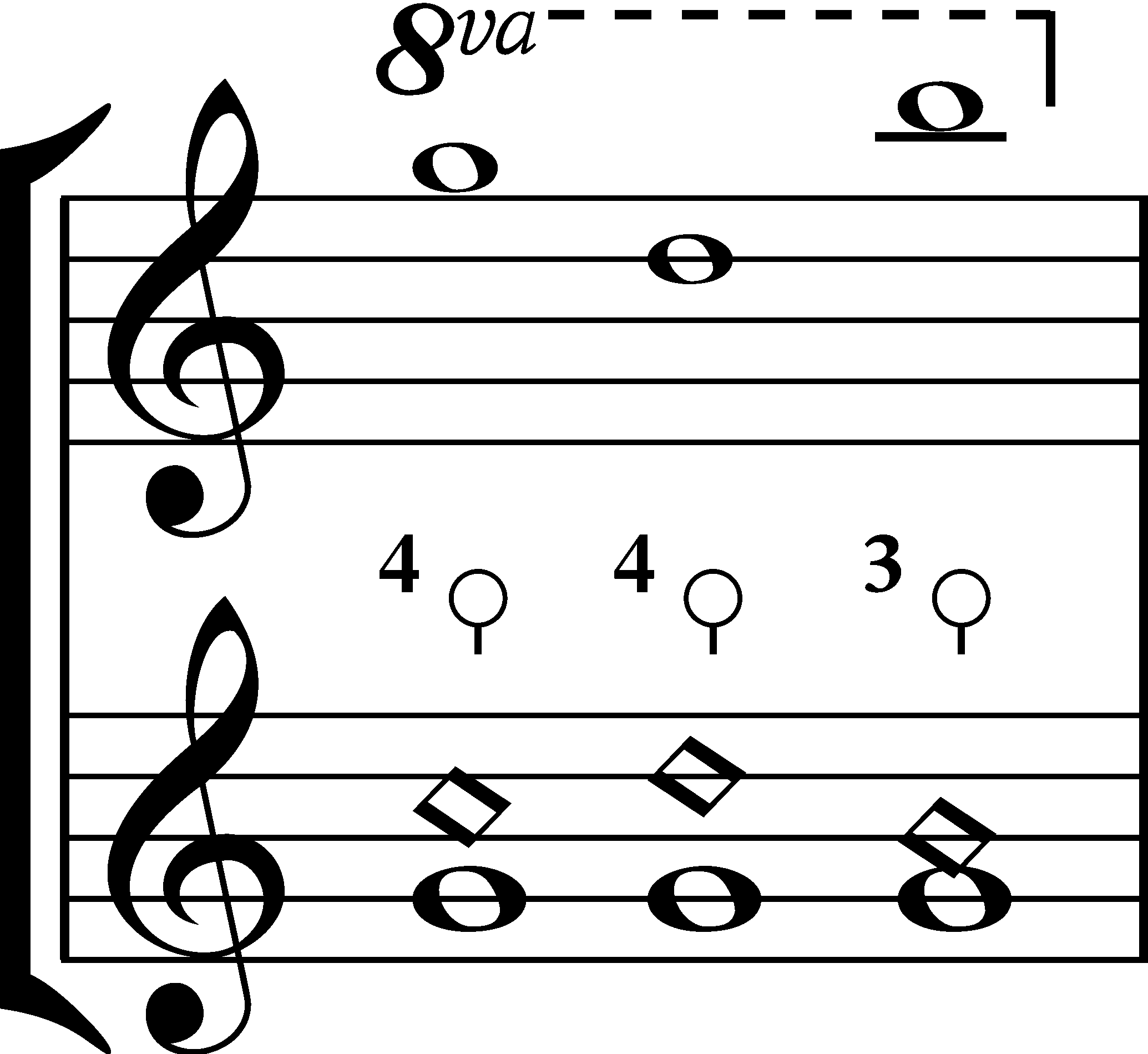
notation des harmoniques artificielles

Un harmonique artificiel est un son particulier qui peut être produit par tout instrument à cordes, en particulier la guitare et les instruments à archets.
Pour produire un harmonique artificiel, le musicien joue une note sur le manche de l'instrument en raccourcissant la longueur de vibration de la corde, utilise un de ses doigts, généralement le pouce de la main droite, ou même la paume de la main, pour toucher légèrement un point de la corde en un point diviseur de la longueur vibrationnelle et pince ou frotte relativement près du chevalet.
Cette technique est utilisée pour produire des tons harmoniques qui sont inaccessibles autrement sur l'instrument.
Le Pinch harmonic (en) est une variante de cette technique connue des guitaristes. C'est le guitariste Zakk Wylde qui popularise cette technique.
Beaucoup de guitaristes, principalement ceux qui jouent du heavy metal comme Eddie Van Halen, Dimebag Darrell ou Kerry King, créent un vibrato sur la corde pour produire un son aigu en plus de l'harmonique artificiel.
Cette technique, comme les harmoniques naturels, s'effectue en neutralisant la fréquence fondamentale et un ou plusieurs tons intermédiaires, en amortissant leur mode de vibration.
Jaco Pastorius a été un des premiers joueurs de guitare basse à utiliser les harmoniques artificiels, dans sa composition Portrait of Tracy, où il mêle harmoniques naturels et artificiels utilisés en arpège et en accord, et dans son introduction du Birdland de Weather Report,.